# 1814 ve fotografii
Tento článek obsahuje významné fotografické události v roce 1814.

## Události
- Sir Humprey Davy objevil citlivost jodidu stříbrného na světlo.

## Narození v roce 1814
- 21. dubna – Louis-Auguste Bisson, francouzský fotograf († 12. května 1876)
- 21. května – Jean-Baptiste Henri Durand-Brager, francouzský fotograf a malíř, známý svými obrazy s námořní tematikou a díly s orientalistickými náměty († 25. dubna 1879)
- 25. července – Edmond Bacot, francouzský fotograf († 26. dubna 1875)
- 26. srpna – Janez Avguštin Puhar, slovinský kněz, fotograf, malíř a básník († 7. srpna 1864)
- 15. září – William Henry Silvester, fotograf (Martin Laroche; † 10. listopadu 1886)
- ? – Gioacchino Altobelli, italský malíř a fotograf († asi 1878)
- ? – Domenico Bresolin, italský fotograf († 1899)
- ? – Thomas Coffin Doane, kanadský malíř a fotograf († 1896)
- ? – Henry Hering, fotograf († 23. dubna 1893)
- ? – Giuseppe Allegri, italský fotograf († 1887)
- ? – Robert Turnbull Macpherson, fotograf († 17. listopadu 1872)
- ? – James Ambrose Cutting, fotograf († ?)
- ? – Louis Buvelot, fotograf († ?)
- ? – Jean-Baptiste Frénet, fotograf († ?)
- ? – Henry T. Anthony, fotograf († ?)
- ? – John Venimore Godwin, fotograf († ?)
- ? – Thomas Brumby Johnston, fotograf († ?)